# کرت توبال
کرت توبال (استونیایی: Kert Toobal؛ زادهٔ ۳ ژوئن ۱۹۷۹) بازیکن والیبال اهل استونی است.